# Nicolaus distincta
Nicolaus distincta är en insektsart som beskrevs av Rauno E. Linnavuori 1962. Nicolaus distincta ingår i släktet Nicolaus och familjen dvärgstritar. Inga underarter finns listade i Catalogue of Life.